# Британнік (судно)
«Британнік» (англ. HMHS (His/Her Majesty's Hospital Ship) Britannic — шпитальне судно Його Величності) «Британнік», що будувався спочатку як пасажирський лайнер «Гігантік», був останнім з серії трьох лайнерів «Олімпік-класу», замовлених компанією «White Star Line (Вайт Стар Лайн)» суднобудівельній компанії «Harland and Wolff» — Титанік, «Олімпік», «Британнік».

## Історія Британніка
Уже в серпні 1914 року лайнер був придатний для здійснення трансатлантичних плавань між Саутгемптоном і Нью-Йорком. Проте розпочалася Перша світова війна. Кораблі верфей, законтрактовані британським Адміралтейством, були негайно реквізовані. Частина з них була переобладнана на військові крейсери, решта могла служити відмінними транспортними засобами для перевезення військ. Адміралтейство платило компаніям за використання їхніх суден, але ризик утрати судна внаслідок військових дій був дуже великим. Однак великі океанські лайнери не стали переобладнувати на військові кораблі, оскільки з маленькими судами працювати було набагато легше.
Унаслідок Першої світової війни було поранено мільйони солдатів. Адміралтейству терміново знадобилися лайнери, які з легкістю можна було переобладнати на плавучі шпиталі. 13 листопада 1915 року «Британнік» був реквізований у компанії «White Star Line» безпосередньо на місці його перебування в Белфасті. На «Британніку» з'явилися великі червоні хрести і горизонтальна зелена смуга. Тепер корабель стали називати HMHS Britannic (Шпитальне Судно Його Величності «Британнік»). Капітаном лайнера був призначений Чарльз А. Бартлетт. За час війни «Британнік» зробив 5 успішних рейсів. Шостий рейс, що розпочався 12 листопада 1916 року, виявився для нього фатальним.

## Загибель Британніка
12 листопада 1916 року лайнер «Британнік» покинув Саутгемптон і вирушив до Мудроса (муніципалітет на острові Лесбос, Греція) для евакуації поранених англійських солдатів. 15 листопада о 00:00 за місцевим часом, лайнер пройшов Гібралтарську протоку, а 17 листопада дістався Неаполя. Там корабель зробив зупинку для додаткового завантаження вугілля і води. Перша стадія його місії була завершена. Покинути Неаполь «Британніку» не давав шторм, але незабаром погода покращилася, і капітан повів лайнер далі. 23 листопада 1916 року «Британнік» досяг протоки між материковою Грецією, а саме миса Суніон, і островом Кеа.
На початку 9 ранку на судні було ще відносно тихо, не зважаючи на те, що у світі тривала Перша світова війна. Несподівано пролунав вибух величезної сили. За ним пролунав ще один, потужніший. Він майже розірвав лівий борт корабля в декількох місцях. Причиною вибухів стала морська міна, встановлена німецьким підводним човном U-73, яким командував капітан-лейтенант Густав Зісс. Медсестри і обслуговчий персонал вибігли на палубу, перервавши свій сніданок в їдальні. Капітан Бартлетт і старший помічник Гам, що перебував того часу на капітанському містку, відразу зрозуміли серйозність ситуації, що склалася. Капітан миттєво почав діяти, обдумавши план і перебіг рятувальної операції. Він наказав закрити герметичні двері водонепроникних перегородок і підготувати до спуску шлюпки, що були на судні.
Перші повідомлення про масштаби вибуху не викликали оптимізму: 4 відсіки «Британніка» нестримно заповнювалися водою; підтопленими були і котельні (одна з перегородок почала текти, інша просто не закрилася). Положення погіршували відкриті ілюмінатори нижніх палуб. Воднораз усім стало ясно, що «Британнік» незабаром затоне. Рятувальні роботи провадилися чітко за службовими інструкціями, усі дії команди були спрямовані на недопущення паніки. Задум капітана полягав у тому, аби щонайшвидше дійти до острова Кеа і посадити корабель на мілину. «Британнік» нестримно занурювався носом, одночасно нахиляючись на правий борт.
Сигнали лиха прийняли декілька судів: 4 кораблі вже йшли на допомогу. Шлюпки завантажувалися належним чином: гіркий урок «Титаніка» даремно не минув. Незабаром з води виринули величезні гвинти корабля, що продовжували своє обертання (у топках ще горів вогонь). 2 шлюпки, спущені без відома 3-го помічника капітана Девіда Лоса, не змогли відійти від лопатей, що становили велику небезпеку, були затягнуті виром і врешті-решт розрубані на частини. Побачивши це, капітан наказав негайно зупинити ходові гвинти — смертельна загроза вже нависла над «пасажирами» третьої шлюпки. Минуло близько години з тієї миті, як звичне життя на судні перервав оглушливий вибух німецької плавучої міни. Трагедія сягнула свого апогею: корабель похитнувся і почав нестримно завалюватися на правий борт. Звалилися величезні димарі. Ще хвилина, і лайнер «назавжди зник у чорній безодні» Егейського моря. За годину на місце катастрофи підійшли чотири судна. Було врятовано 1036 з тих 1066 осіб, які перебували на облавку «Британніка» медсестер і членів команди.

## Оцінка загибелі сучасниками
Капітан-лейтенант Зісс не був задоволений потопленням «Британніка»: «На жаль, він був шпитальним судном, яке мало чітке маркування — але міни не роблять вибору.»